# Jarum Mahme
Jarum Mahme is een bestuurslaag in het regentschap Bireuen van de provincie Atjeh, Indonesië. Jarum Mahme telt 464 inwoners (volkstelling 2010).